# セッド・ジニアス
セッド・ジニアス（Sad Genius、1966年9月1日 - ）は、日本のプロレスラー。本名：渡邊 幸正（わたなべ ゆきまさ）。実家は山梨の代々武家。

## 経歴

### プロレスラーへの道
1985年、タイガーマスクを引退した佐山サトルのスーパータイガージムでシューティング（現修斗）を学ぶ。1987年、ルー・テーズへコンタクトを取り、流智美を仲介に入れ、テーズの下で修行する。その後、高野兄弟率いるPWCに入団。しかし社長レスラーでもある高野俊二の放漫経営により、ギャラの全額未払いで逆に会場費などを立て替させられるも一切支払って貰えずに負債を抱えた。

### UNW旗揚げ
1995年、セッド・ジニアス（悲しき天才）と改名し、UNW（United Nations Wrestling＝国連プロレス）を旗揚げ。「プロレスとはスポーツと格闘技とエンターテイメントと芸術の集大成である」をポリシーに3カウントフォール、ギブアップの後に10カウント数えて、立ち上がれなければKO負けという完全決着ルールを採用。ポール・モーリア「オリーブの首飾り」、ジュディ・オング「魅せられて」を入場テーマ曲に選び、全身ハート模様で背中には金字で“天才”の刺繍の入ったガウンに身を包み、メイクをして真紅のバラを口にくわえながら、ワインとグラスの乗ったトレイを片手に入場していた。入場シーンは独特の物であるが、試合はルー・テーズ直伝のオーソドックスな正統派レスリングでバックの取り合いや腕・足の取り合いから始まることが多く、大技の連発や他選手の技は一切使わず、自分の得意技を用いてフィニッシュするという独自の世界観が特徴である。
1995年7月19日の東京・大田区体育館で旗揚げ戦。
1997年1月14日、東京・後楽園ホールでの相撲形式の巴戦「アイアンマン・コンテスト」で、ルー・テーズ道場のヘンリー・ロビンソン、マーク・フレミングと全7試合、一日5試合を闘い抜いて優勝。この日は口には一輪のピンクの薔薇にガウンは結婚式の内掛だった。
1998年4月4日のアントニオ猪木引退試合に「ルー・テーズが猪木は弱いと言っていた」と対戦相手に名乗りを上げる。
2000年にはテレビ番組「開運!なんでも鑑定団」に出演し先祖が武田信玄から戴いた古紋状を鑑定。3月、因縁のジョージ高野とUNWのリングで対戦し圧倒するもエプロンカウントアウトで敗れる。9月には“小さな巨人”グラン浜田と戦った。
2001年、米ミズーリ州在住の元NWA世界ヘビー級王者ハーリー・レイスと会談し、対戦が決定するも試合は中止となる。

### 大仁田厚とのトラブル
2002年、大仁田厚との対戦が予定されていたが、大仁田が試合直前に一方的に契約を破棄したため、代役のタイガー・ジェット・シンとシングルマッチを行い、プロレスの裏側を暴露した本「流血の魔術　最強の演技」を書いた直後のミスター高橋を乱入させた。その後、大仁田相手に約1000万円の損害賠償を求める民事訴訟を提起し、大仁田が「2003年中の引退」、「タッグマッチでジニアスと試合する」とのことで損害賠償金支払いではなく和解試合をすることで裁判は和解。しかし大仁田は引退しなかった。2003年4月27日、双方の弁護士がリングサイドでリング上をにらむ異様な雰囲気の中で両者はタッグマッチを行う。（セッド・ジニアス、グラン浜田vs大仁田厚、矢口壹琅）試合後に納得が出来ないジニアスが大仁田に詰め寄ると、大仁田議員の公設第一秘書を務める中牧昭二らと乱闘が起こり、中牧公設第一秘書が土足の革靴でジニアスの眼球を蹴り飛ばしジニアスは負傷する。なお大仁田側には刃物で折原昌夫を脅して刑事処分を受けた二瓶一将もいた。
ジニアスは暴行傷害による約1500万円の損害賠償請求訴訟を東京地裁に起こす。その後、メールによって大仁田から脅迫を受けたとして告訴の意向を表明すると、大仁田も逆告訴の姿勢を見せて泥仕合の様相となった。2006年4月28日の東京地裁判決は、大仁田議員の中牧公設第一秘書への使用者責任も認め、暴行した中牧秘書と大仁田議員2人に78万円の賠償を命じた。
しかしこの際に「勝敗はあらかじめ取り決めがあり、ジニアスが大仁田にいきなり殴りかかる行為は事前の取り決めに反する行為であり、プロレスリングでは事前の打ち合わせに反する攻撃は許されない」としてジニアス側の落ち度も認め、プロレスは事前に勝敗を決めて行われることが国から認定されて世界中に報道され、世間からも注目を集めた。この判決を不服として大仁田側は東京高裁に控訴したものの、同年10月25日東京高裁は1審判決を支持。大仁田側は最高裁に上告するも2007年3月15日、上告棄却により原審判決が確定した。
2006年には大仁田厚との裁判を綴ったドキュメンタリー「バッジを外せ!!リングを降りろ!!」を出版し、芸能リポーター梨元勝の司会で出版記者会見を行い、ワイドショーだけでなく民放各局・NHKのニュースでも流された。
引退宣言こそしていないが、前述の2003年4月27日の試合を最後にリングからはフェードアウト。その後はレスラー志願者や一般への格闘技指導、女性への護身術や健康指導を行っている。

### エピソード
- 他団体には基本的に出場しない方針であるが、唯一出場したのは後に最高裁まで争う大仁田興行のみである。
- 当日券の価格を"時価"としたこともあった。
- アメリカ合衆国バージニア州のオールドドミニオン大学出身[5]。
- ルー・テーズや高野兄弟とのトラブルを教訓にしたこともあって、契約に関しては厳しくしている。出場する選手とは1人1人しっかり契約書を交わし、更にギャラ支払いの際には領収書を発行するそうである。
- 「太陽の光をいっぱいあびて光合成完了」・「時代の先っちょをいく闘い」・「花の咲くのはこれからなのに蕾のままでいいわというの」など、斬新奇抜な大会タイトルを毎回付けている。
- 政界との関わり合いが深いようで、選挙の際は菅直人・鳩山由紀夫、更に2012年4月に東京都品川区議会議員選挙に当選した、元新日本プロレスの木村健悟のボディガードも務めた。選挙活動中の駅前での暴行やポスターへの悪戯など、政治との関係は不明だが爆破予告などの被害も受けている[6][7][8]。
- かわいそうな子ども達に愛の手を〜ラブ・フォー・チルドレン〜をスローガンに児童養護施設などへの慰問を続けて活動している[9][10]。

### その他
- 2007年、織田無道主催イベント「無道スピリット」のプロデューサーを務めた。しかし、織田無道の大会不履行により頓挫した[11]。
- 2010年、ユセフ・トルコが計画した日本プロレス界統一計画のプロデューサーを務めた[12]。トルコの計画では5億円の資金をバックとし、同年12月31日の蔵前国技館でテレビ局生放送のもと旗揚げ、マッチメイクにはジャイアント馬場やシャープ兄弟・フリッツ・フォン・エリックら複数の物故者が含まれ、倍賞美津子らプロレスラー夫人によるブラ＆パンティマッチ、大鵬・ガッツ石松・大山倍達・ヒクソン・グレイシーらによるバトルロイヤル、ハーフタイムにはベートーベン・ゴッホ・八代亜紀・ピンク・レディーの歌謡ショー、荒川静香・ナディア・コマネチ・中山律子のアイスショーが設定されるなどの奇想天外なものであり、当然実現はしなかった[13][14]。

## 得意技
- グレコローマン・バックドロップ
- スパインブリーカー・オブ・ジニアス
- STF

## タイトル
- リアルワールドヘビー級王座
- バージニア州ヘビー級王座
- アイアンマン・コンテスト優勝
- 平和島トーナメント優勝